# قرار مجلس الأمن التابع للأمم المتحدة رقم 772
قرار مجلس الأمن التابع للأمم المتحدة رقم 772، الذي تم تبنيه بالإجماع في 17 أغسطس 1992، بعد التذكير بالقرار 765 (1992) بشأن مذبحة بويباتونغ في جنوب إفريقيا وتقرير الأمين العام، فوض المجلس بطرس بطرس غالي بنشر مراقبين في البلاد بعد المخاوف التي أثيرت في التقرير، والمعروفة باسم بعثة مراقبي الأمم المتحدة في جنوب أفريقيا.
وتضمنت مقترحات الأمين العام نشر مراقبين لتعزيز الآليات المنشأة في اتفاق السلام الوطني. سيتمركز المراقبون في مواقع متفق عليها في جميع أنحاء جنوب أفريقيا. إذا لزم الأمر، يمكن استكمال بعثة المراقبين بمنظمات دولية مناسبة مثل منظمة الوحدة الأفريقية والكومنولث والجماعة الأوروبية. تم إرسال 50 مراقباً بحلول سبتمبر.
طلب المجلس من الأمين العام تقديم تقرير ربع سنوي أو أكثر بشكل متكرر عن تنفيذ القرار الحالي، وطلب التعاون الكامل من حكومة جنوب إفريقيا والأحزاب والمنظمات.

## روابط خارجية
- نص القرار في undocs.org